# Église Saint-Jacques d'Essertaux
L'église Saint-Jacques d'Essertaux est située sur le territoire de la commune d'Essertaux, dans le département de la Somme à une vingtaine de kilomètres au sud d'Amiens.

## Historique
L'église d'Essertaux a été construite en 1769. Elle remplace un édifice antérieur et fut édifiée par la volonté du marquis Henry Gabriel
de Béry, seigneur d'Essertaux. Elle est protégée au titre des monuments historiques : inscription par arrêté du 16 décembre 1969.

## Caractéristiques
Construite en pierre sur les plans de l'architecte Sénéchal, de Corbie, l'église Saint-Jacques-le-Majeur est de style classique. La façade à trois niveaux est surmontée d'un fronton triangulaire sur lequel sont sculptées des armoiries des familles Béry et Berbier du Metz. Le portail est surmonté d'un oculus. Un clocher quadrangulaire surmonté d'un dôme à lanternon flanque le côté gauche l'église.

Dans l'église, se trouve renferme la pierre tombale de Jean de Béry et de son épouse ren calcaire jaune. Une inscription est gravée sur trois côtés, entrecoupée à gauche et à droite par des personnages et par des écussons aux armes de Béry et de Rubempré, sculptés. On y lit cette dédicace : 

« ci gisent les corps des nobles personnes Jean de Béry, seigneur d’Essertaux et de Hainneville, lequel trépassa le jour de la Saint-Firmin, martyr, en septembre 1522 et de sa femme Marguerite Jeanne de Rubempré. »

Le chœur à pans coupés est orné de boiseries. La chaire à prêcher a pour motif une coquille Saint-Jacques, Essertaux étant situé sur le chemin de Compostelle. La nef est flanquée de collatéraux. Le transept est formé de deux bras peu saillants terminés par deux hémicycles servant de chapelles.